# ایت (گروه موسیقی)
اِیت (انگلیسی: 8Eight; کره‌ای: 에이트) یک گروه سه نفره مختلط اهل کره جنوبی متشکل بک چان، لی هیون و جو هی بود. این گروه از سال ۲۰۰۷ تا ۲۰۱۴ فعالیت می‌کرد و آخرین تک‌آهنگ گروه «Don't Go Crazy» بود.

## اعضا
- لی هیون (이현) – وکالیست مرد، لیدر
- بک چان (백찬) – وکالیست مرد، رپر
- جو هی (주희) – وکالیست زن